# Notocirrus arcachonis
Notocirrus arcachonis är en ringmaskart som beskrevs av Jean Louis Armand de Quatrefages de Bréau 1843. Notocirrus arcachonis ingår i släktet Notocirrus och familjen Oenonidae. Inga underarter finns listade i Catalogue of Life.